# Tania Chen
Tania Caroline Chen (* 1974 oder 1975 in London) ist eine britische Pianistin, die als Solistin vor allem im Bereich der Neuen Musik und der Neuen Improvisationsmusik auftritt.

## Leben und Wirken
Chen, die mit sechs Jahren mit dem Klavierspiel begann, erhielt in Großbritannien und in Australien, wo sie weiter aufwuchs, Klavierunterricht. Zurück in London studierte sie in den 1990er Jahren am Royal College of Music, dann am Goldsmiths College bei John Tilbury, wo sie ihren Master mit Auszeichnung absolvierte.
Chen hat die Klavierwerke von John Cage, Morton Feldman, Earle Brown und Cornelius Cardew aufgeführt und aufgenommen; weiterhin hat sie Kompositionen von Chris Newman, Andrew Poppy, Michael Parsons, Luc Ferrari, John Lely, Li-Chuan Chon und James Saunders interpretiert, aber auch Klassiker der Moderne wie Arnold Schoenberg, Anton Webern, Erik Satie und Alexander Skrjabin. Sie hat zudem mit Stewart Lee, Steve Beresford (Ointment), John Edwards, Mark Sanders, Rhodri Davies, Thurston Moore, David Toop, Jon Raskin und Andrea Centazzo improvisiert. Mittlerweile in Kalifornien ansässig, entstand mit Wadada Leo Smith, Henry Kaiser und William Winant das Album Ocean of Storms (2017); auch hat sie mit Bryan Day und Ben Salomon in der Band Bad Jazz regelmäßig gespielt und drei Alben  aufgenommen. In der Elektronikband Tender Buttons wirkt sie mit Gino Robair und Tom Djll.
Daneben schuf Chen ihre eigenen Klangkompositionen, wobei sie das Klavier durch Stimme, Elektronik und Video ergänzte. Zu ihren Kompositionsaufträgen gehören Strands, Themes for a Story und Icons of Elegance, die von Instrumentalsolisten und Ensembles in London, den USA und Asien aufgeführt wurden.